# Granville D. Hall
Granville Davisson Hall war ein US-amerikanischer Politiker der Republikanischen Partei, der unter anderem zwischen 1865 und 1867 erster Secretary of State des Bundesstaates West Virginia war.

## Leben
Hall wurde 1865 als Nachfolger von Jacob Edgar Boyers zweiter Secretary of State des Bundesstaates West Virginia gewählt und übte dieses Amt bis zu seiner Ablösung durch John Witcher 1867 aus.